# Karma (sastav)
Karma je hrvatska dance glazbena grupa osnovana u Umagu 1999. godine. Grupu su činili Majda Šušelj - Tara (vokal), Josip Miani - Pipi i Nenad Čirjak - Neno. Godine 2006. izdali su svoje najveće hitove na engleskom jeziku, kako bi postigli uspjeh na stranom tržištu.

## Diskografija
- Sedam dana (2001.)
- Zavrti život (2002.)
- Malo pomalo (2004.)
- Seven days (2006.)
- Avantura (2006.)
- Avantura - Special Edition (2007.)
- The Best of (2007.)
- Party do zore (2010.)